# Sphénoméga-couronne
La sphénoméga-couronne est un polyèdre qui fait partie des solides de Johnson (J88). 
C'est un des solides de Johnson élémentaires qui n'apparaît pas à partir de manipulation en "copier/coller" de solides de Platon et de solides d'Archimède.
Les 92 solides de Johnson furent nommés et décrits par Norman Johnson en 1966.